# Berwick (contea di Adams, Pennsylvania)
Berwick  è una township degli Stati Uniti d'America, nella Contea di Adams, Pennsylvania. Secondo il censimento del 2000 la popolazione è di 1.818 abitanti.

## Società

### Evoluzione demografica
La composizione etnica vede una prevalenza della razza bianca (98,40% ), seguita da quella asiatica (0.44%).
| township di Berwick | Popolazione |
| ------------------- | ----------- |
| 2000                | 1.818       |
| Stima al 01-07-07   | 1.976       |